# Irabatha pulcherrima
Irabatha pulcherrima är en stekelart som först beskrevs av Smith 1863.  Irabatha pulcherrima ingår i släktet Irabatha och familjen brokparasitsteklar. Inga underarter finns listade i Catalogue of Life.